# Wojdy
Wojdy [ˈvɔi̯dɨ] est un village polonais de la gmina de Rajgród dans le powiat de Grajewo et dans la voïvodie de Podlachie. Il se situe à environ 2 kilomètres au sud de Rajgród, à 19 kilomètres au nord-est de Grajewo et à 76 kilomètres au nord-ouest de Białystok. 